# 巴林勝利車隊
巴林勝利車隊（UCI隊碼：TBV，Bahrain Victorious）是一支巴林职业公路自行车队，主要由巴林政府和企业赞助，属于UCI世界车队级别，于2017年开始参加赛事。该车队尤其受到納賽爾·本·哈邁德·阿勒哈利法親王支持，旨在于国家愿景层面上“激励巴林和中东体育爱好者”。

## 歷年勝績
- 2020年

1. 鮑豪斯(Phil Bauhaus) 環沙烏地第三站單站冠軍
2. 鮑豪斯(Phil Bauhaus) 環沙烏地第五站單站冠軍
3. 鮑豪斯(Phil Bauhaus) 環沙烏地總冠軍
4. 特恩斯(Dylan Teuns) 環安達魯西亞第五站單站冠軍
5. 科爾蒂納(Ivan Garcia Cortina) 巴黎尼斯第三站單站冠軍
- 2019年

1. 科爾布雷利(Sonny Colbrelli) 環阿曼第四站單站冠軍
2. 特拉特尼克(Jan Tratnik) 環羅曼蒂序幕站冠軍
3. 科爾蒂納(Ivan Garcia Cortina) 環加州第五站單站冠軍
4. 特恩斯(Dylan Teuns) 環多菲內第二站單站冠軍
5. 丹尼斯(Rohan Dennis) 環瑞士第一站個人計時賽冠軍
6. 馮俊凱 全國錦標賽個人計時冠軍
7. 帕登(Mark Padun) 烏克蘭全國錦標賽個人計時冠軍
8. 諾瓦克(Domen Novak)  斯洛維尼亞全國錦標賽公路冠軍
9. 丹尼斯(Rohan Dennis)  環法第六站單站冠軍
10. 帕登(Mark Padun) 環東雙海第二站單站冠軍
11. 尼巴利(Vincenzo Nibali) 環法第二十站單站冠軍
12. 帕登(Mark Padun) 環東雙海總冠軍
13. 莫霍里奇 (Matej Mohorič) 環波蘭第七站單站冠軍
14. 科爾布雷利(Sonny Colbrelli) 環德國第四站單站冠軍
15. 鮑豪斯(Phil Bauhaus) 義大利貝爾諾基盃冠軍
16. 科爾布雷利(Sonny Colbrelli) 義大利貝蓋利大獎賽冠軍
- 2018年

1. 科爾布雷利(Sonny Colbrelli) 環杜拜第四站單站冠軍
2. 莫霍里奇 (Matej Mohorič) 義大利拉爾恰諾大獎賽冠軍
3. 尼巴利(Vincenzo Nibali) 米蘭聖雷莫冠軍
4. 博尼法齊奧(Niccolò Bonifazio) 環克羅埃西亞第一站冠軍
5. 西夫佐夫(Kanstantsin Sivtsov) 環克羅埃西亞第三站冠軍
6. 帕登(Mark Padun) 環阿爾卑斯第五站冠軍
7. 博阿羅(Manuele Boaro) 環克羅埃西亞第五站冠軍
8. 西夫佐夫(Kanstantsin Sivtsov) 環克羅埃西亞總冠軍
9. 莫霍里奇 (Matej Mohorič) 環義賽第十站單站冠軍
10. 博萊(Grega Bole) 環日本第三站單站冠軍
11. 博萊(Grega Bole) 環日本第七站單站冠軍
12. 荷蘭林堡哈默系列賽第一站冠軍
13. 波斯蒂納(Hermann Pernsteiner) 盧加諾大獎賽冠軍
14. 科爾布雷利(Sonny Colbrelli) 環瑞士第三站單站冠軍
15. 莫霍里奇 (Matej Mohorič) 斯洛維尼亞全國錦標賽公路冠軍
16. 大伊薩吉雷(Gorka Izagirre) 西班牙全國錦標賽公路冠軍
17. 莫霍里奇 (Matej Mohorič) 環奧地利第一站單站冠軍
18. 維斯孔蒂(Giovanni Visconti) 環奧地利第二站單站冠軍
19. 維斯孔蒂(Giovanni Visconti) 環奧地利第四站單站冠軍
20. 安東尼奧(Antonio Nibali) 環奧地利第七站單站冠軍
21. 維斯孔蒂(Giovanni Visconti) 環奧地利第八站單站冠軍
22. 莫霍里奇 (Matej Mohorič) 環荷比盧總冠軍
23. 莫霍里奇 (Matej Mohorič) 環德國第三站單站冠軍
24. 莫霍里奇 (Matej Mohorič) 環德國總冠軍
25. 科爾布雷利(Sonny Colbrelli) 義大利貝爾諾基盃冠軍
26. 納瓦道斯卡斯(Ramūnas Navardauskas) 環黑海第一站單站冠軍
27. 納瓦道斯卡斯(Ramūnas Navardauskas) 環黑海總冠軍
28. 科爾布雷利(Sonny Colbrelli) 義大利皮埃蒙特盃冠軍
- 2017年

1. 納瓦道斯卡斯(Ramūnas Navardauskas) 環聖胡安第三站個人計時賽單站冠軍
2. 科爾布雷利(Sonny Colbrelli) 巴黎尼斯第二站單站冠軍
3. 科爾布雷利(Sonny Colbrelli) 布拉班特之箭冠軍
4. 尼巴利(Vincenzo Nibali) 環克羅埃西亞總冠軍
5. 尼巴利(Vincenzo Nibali) 環義第十六站單站冠軍
6. 因喬斯蒂(Jon Ander Insausti) 環日本第八站單站冠軍
7. 格爾邁(Tsgabu Grmay) 衣索比亞全國錦標賽個人計時冠軍
8. 帕登(Mark Padun) 卡波達科大獎賽冠軍
9. 尼巴利(Vincenzo Nibali) 環西第三站單站冠軍
10. 科爾布雷利(Sonny Colbrelli) 義大利貝爾諾基盃冠軍
11. 維斯孔蒂(Giovanni Visconti) 義大利環艾米利亞冠軍
12. 尼巴利(Vincenzo Nibali) 環倫巴第冠軍

## 隊員名單
|            | 車手                | 出生日期       |
| ---------- | ------------------- | -------------- |
| 日本       | 新城幸也            | 1984年9月22日  |
| 德国       | 尼基亞斯·阿恩特     | 1991年11月18日 |
| 德国       | 菲爾·鮑豪斯         | 1994年7月8日   |
| 西班牙     | 佩洛·畢爾包         | 1990年2月25日  |
| 哥伦比亚   | 聖地亞哥·布伊特拉戈 | 1999年9月26日  |
| 義大利     | 逹米亞諾·卡魯索     | 1987年10月12日 |
| 斯洛文尼亚 | 馬特維斯·戈夫卡     | 2000年4月17日  |
| 波兰       | 卡密爾·格拉戴克     | 1990年9月17日  |
| 澳大利亚   | 傑克·海格           | 1993年9月6日   |
| 澳大利亚   | 海因里希·豪斯勒     | 1984年2月25日  |
| 奥地利     | 萊納·凱普林格       | 1997年8月19日  |
| 西班牙     | 米克爾·蘭達         | 1989年12月13日 |
| 波兰       | 菲利普·馬切尤克     | 1999年9月3日   |
| 巴林       | 阿密·馬丹           | 2000年8月25日  |

|            | 車手               | 出生日期             |
| ---------- | ------------------ | -------------------- |
| 瑞士       | 吉諾·梅德          | 1997年1月4日（26歲） |
| 克罗地亚   | 法蘭·米霍爾耶維奇  | 2002年8月2日         |
| 義大利     | 喬納森·米蘭        | 2000年10月1日        |
| 斯洛文尼亚 | 馬泰·莫賀歷        | 1994年10月19日       |
| 義大利     | 安德烈·帕斯奎隆    | 1988年1月2日         |
| 奥地利     | 赫爾曼·波斯蒂納    | 1990年8月7日         |
| 荷兰       | 沃特·普爾斯        | 1987年10月1日        |
| 丹麦       | 約翰·普萊斯·佩特森 | 1999年5月26日        |
| 塞尔维亚   | 杜尚·拉約維奇      | 1997年11月19日       |
| 澳大利亚   | 卡麥隆·史考特      | 1998年1月4日         |
| 德国       | 亞沙·蘇特林        | 1992年11月4日        |
| 臺灣地區   | 杜志濠             | 1997年2月24日        |
| 英国       | 弗萊德·萊特        | 1999年6月13日        |
| 義大利     | 埃杜爾多·贊巴尼尼  | 2001年4月21日        |

## 外部連結
- 官方网站